# Bromus inermis
Il forasacco spuntato (Bromus inermis Leyss., 1761) è una pianta angiosperma monocotiledone appartenente alla famiglia delle Poacee (o Gramineae, nom. cons.).

## Etimologia
Il nome generico (bromus) deriva dalla lingua greca ed è un nome antico per l'avena. L'epiteto specifico (inermis) significa "disarmato", senza spine.
Il nome scientifico della specie è stato definito dal botanico germanico Friedrich Wilhelm von Leysser (1731 – 1815) nella pubblicazione "Flora Halensis" (Fl. Halens. 16 1761) del 1761. del 1761.

## Descrizione

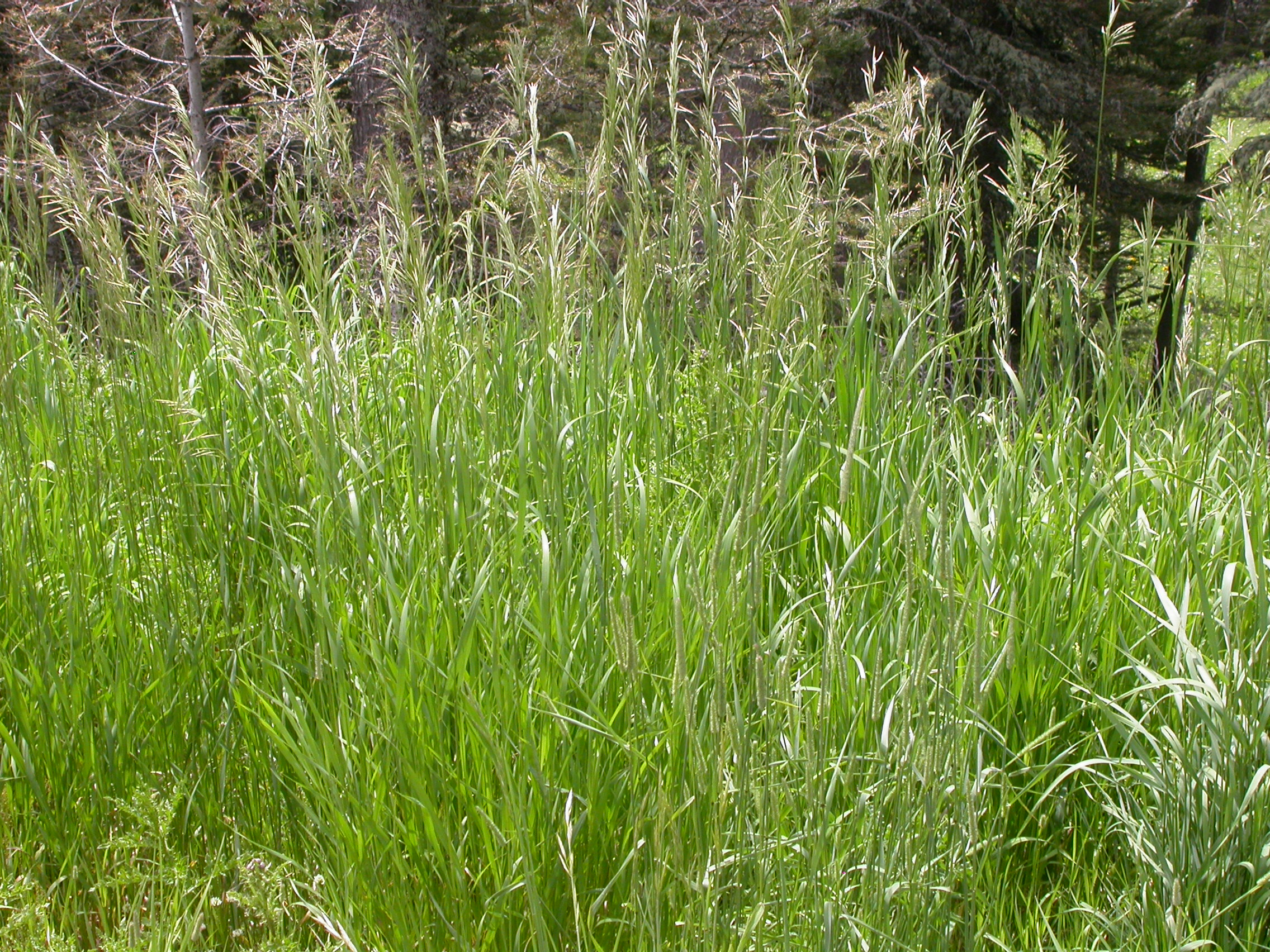
Il portamento

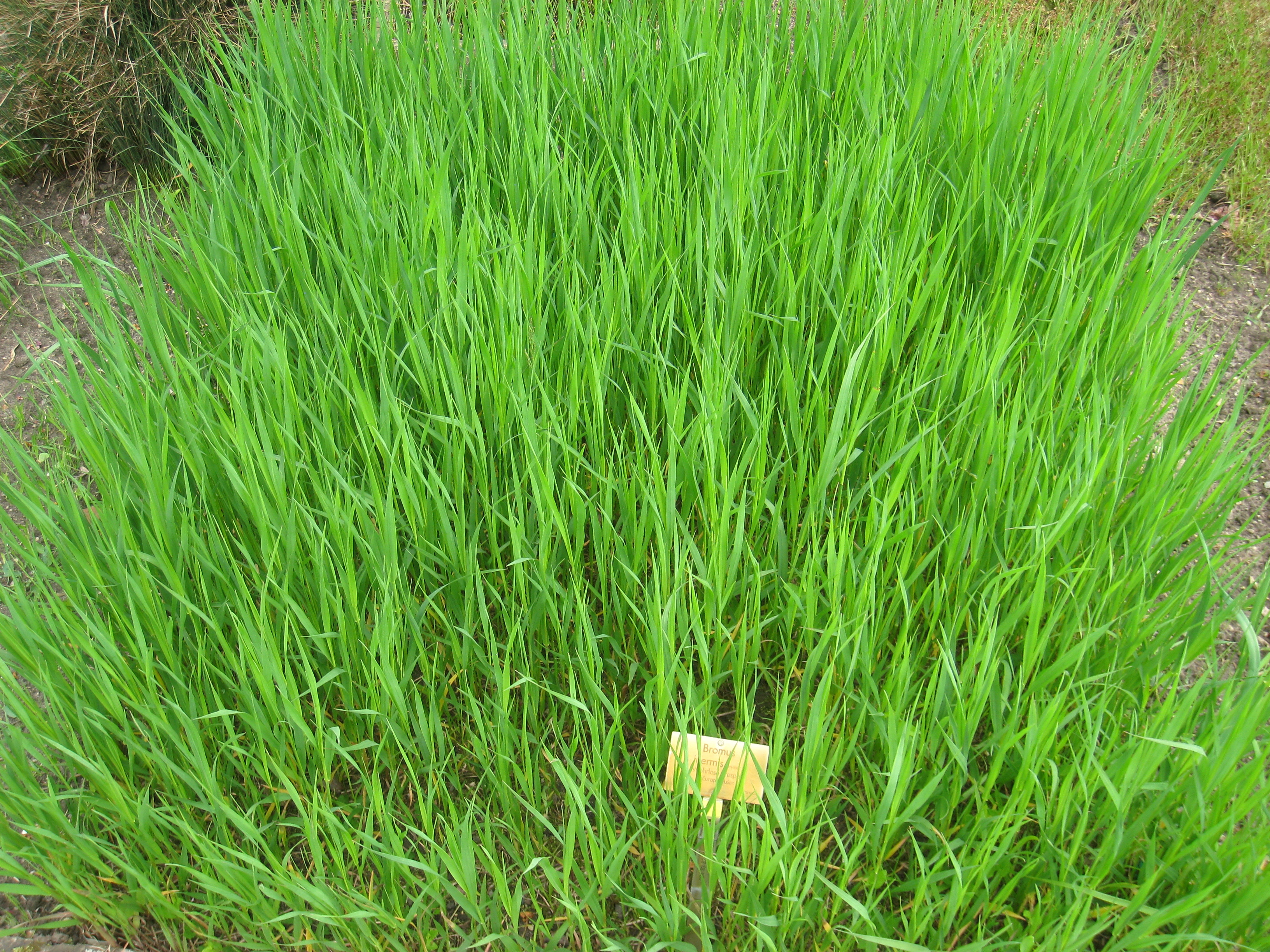
Le foglie

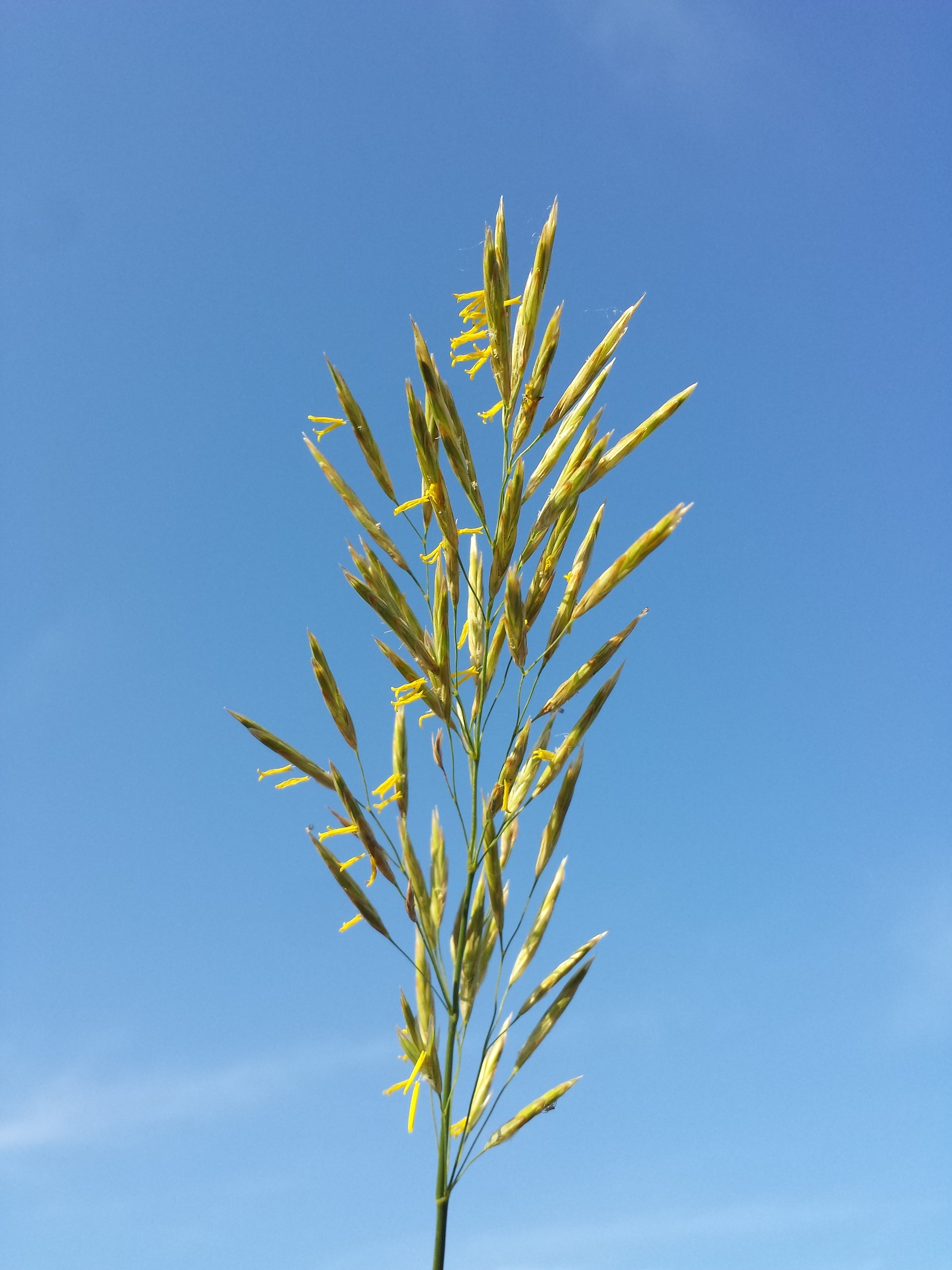
Infiorescenza

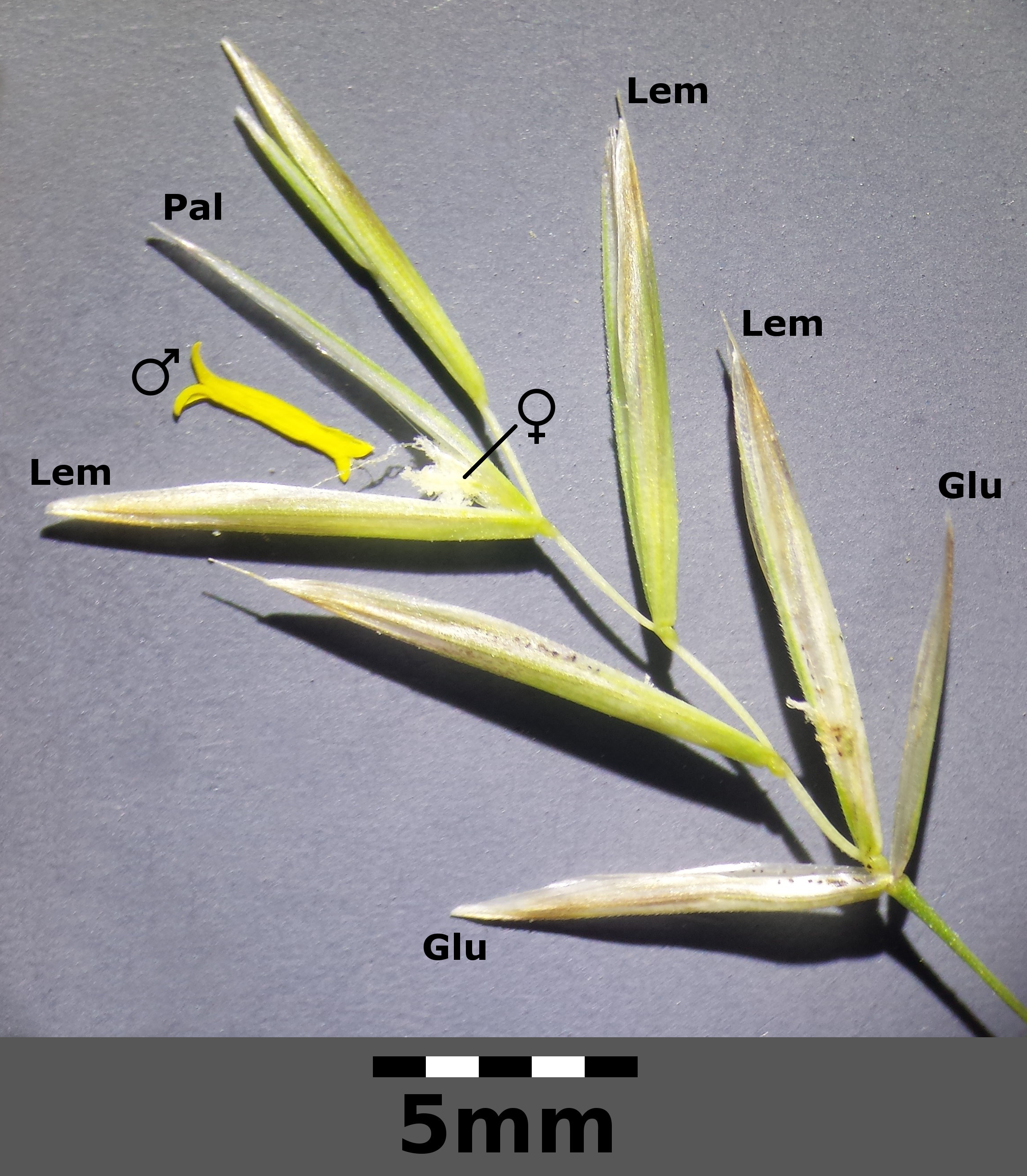
I fiori

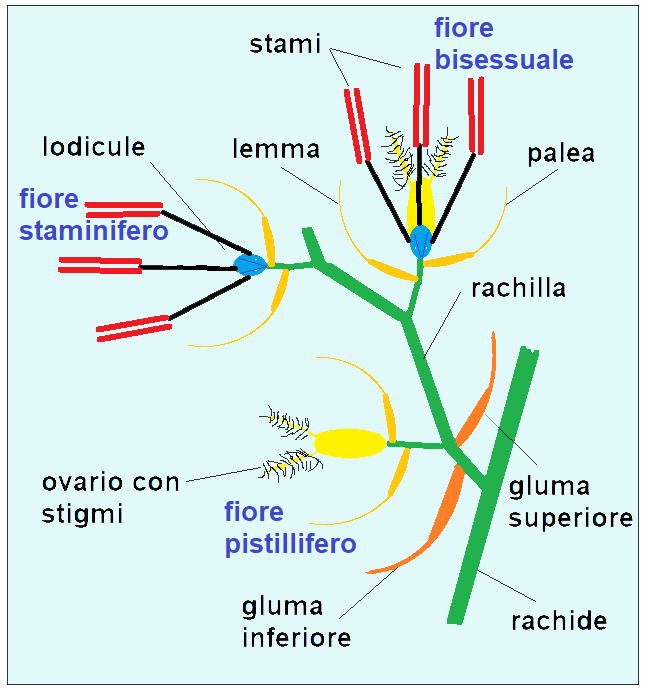
Spighetta generica con tre fiori diversi

Queste piante arrivano ad una altezza di 8 - 16 dm. La forma biologica è emicriptofita cespitosa (H caesp), sono piante erbacee perenni con gemme svernanti al livello del suolo e protette dalla lettiera o dalla neve e presentano ciuffi fitti di foglie che si dipartono dal suolo.

### Radici
Le radici sono secondarie da un lungo (2 - 5 dm) rizoma stolonifero.

### Fusto
La parte aerea del fusto è un culmo glabro, eretto, robusto e foglioso; è reticolato sotto i nodi. Verso l'apice è striato e scabro (i peli sono rivolti verso l'alto).

### Foglie
Le foglie lungo il culmo sono disposte in modo alterno, sono distiche e si originano dai vari nodi. Sono composte da una guaina, una ligula e una lamina. Le venature sono parallelinervie. Non sono presenti i pseudopiccioli e, nell'epidermide delle foglia, le papille.
- Guaina: la guaina è abbracciante il fusto e priva di auricole (o raramente auricolata); è glabra.
- Ligula: la ligula è molto breve (0,5 – 2 mm) e tronca.
- Lamina: la lamina, quasi glabra ma scabra su entrambe le superfici, ha delle forme sottili (con apice acuminato) e piatte con una larghezza di 5 – 10 mm (lunghezza 20 – 30 cm); i margini sono scarsamente cigliati.

### Infiorescenza
Infiorescenza principale (sinfiorescenza o semplicemente spiga): le infiorescenze, terminali e ramificate (3 - 5 rami per nodo), sono formate da alcune spighette ed hanno la forma di una pannocchia ampia, spesso unilaterale e incurvata. Inizialmente è compatta; si diffonde dopo l'antesi. I rami inferiori sono semi-verticillati. Le spighette per ramo sono 2 - 6. La fillotassi dell'inflorescenza inizialmente è a due livelli, anche se le successive ramificazioni la fa apparire a spirale. Dimensione dell'infiorescenza: 10 – 25 cm.

### Spighetta
Infiorescenza secondaria (o spighetta): le spighette, con forme da lanceolato a ovato-oblunghe e compresse lateralmente, sottese da due brattee distiche e strettamente sovrapposte chiamate glume (inferiore e superiore), sono formate da 7 a 11 fiori. Possono essere presenti dei fiori sterili; in questo caso sono in posizione distale rispetto a quelli fertili. Alla base di ogni fiore sono presenti due brattee: la palea e il lemma. La disarticolazione avviene con la rottura della rachilla tra i fiori o sopra le glume. Lunghezza delle spighette: 18 – 30 mm.
- Glume: le glume, con forme lanceolate, sono lunghe 4 – 7 mm quella inferiore (con una venatura) e 6 – 10 mm quella superiore (con tre venature).
- Palea: la palea è un profillo con alcune venature; può essere cigliata; è più corta del lemma.
- Lemma: il lemma, con forme oblungo-lanceolate, è lungo 7 – 8 mm (massimo 12 mm); non è aristato (appena mucronato) e possiede 3 - 7 venature; sul dorso è violetto.

### Fiore
I fiori fertili sono attinomorfi formati da 3 verticilli: perianzio ridotto, androceo  e gineceo.
- Formula fiorale. Per la famiglia di queste piante viene indicata la seguente formula fiorale:[7]

*, P 2, A (1-)3(-6), G (2–3) supero, cariosside.
- Il perianzio è ridotto e formato da due lodicule, delle squame traslucide, poco visibili (forse relitto di un verticillo di 3 sepali). Le lodicule sono membranose e non vascolarizzate.
- L'androceo è composto da 3 stami ognuno con un breve filamento libero, una antera sagittata e due teche. Le antere (lunghe 3 – 4 mm) sono basifisse con deiscenza laterale. Il polline è monoporato.
- Il gineceo è composto da 3-(2) carpelli connati formanti un ovario supero. L'ovario, pubescente all'apice, ha un solo loculo con un solo ovulo subapicale (o quasi basale). L'ovulo è anfitropo e semianatropo e tenuinucellato o crassinucellato. Lo stilo, che si origina dal lato abassiale dell'ovario, è breve con due stigmi papillosi e distinti.
- Fioritura: da giugno ad luglio.

### Frutti
I frutti sono del tipo cariosside, ossia sono dei piccoli chicchi indeiscenti colorati di scuro, con forme ovoidali, nei quali il pericarpo è formato da una sottile parete che circonda il singolo seme. In particolare il pericarpo è fuso al seme ed è aderente. L'endocarpo non è indurito e l'ilo è lungo e lineare. L'embrione è piccolo e provvisto di epiblasto ha un solo cotiledone altamente modificato (scutello senza fessura) in posizione laterale. I margini embrionali della foglia non si sovrappongono.

## Biologia
Come gran parte delle Poaceae, le specie di questo genere si riproducono per impollinazione anemogama. Gli stigmi più o meno piumosi sono una caratteristica importante per catturare meglio il polline aereo.
La dispersione dei semi avviene inizialmente a opera del vento (dispersione anemocora) e una volta giunti a terra grazie all'azione di insetti come le formiche (mirmecoria). In particolare i frutti di queste erbe possono sopravvivere al passaggio attraverso le budella dei mammiferi e possono essere trovati a germogliare nello sterco.

## Distribuzione e habitat

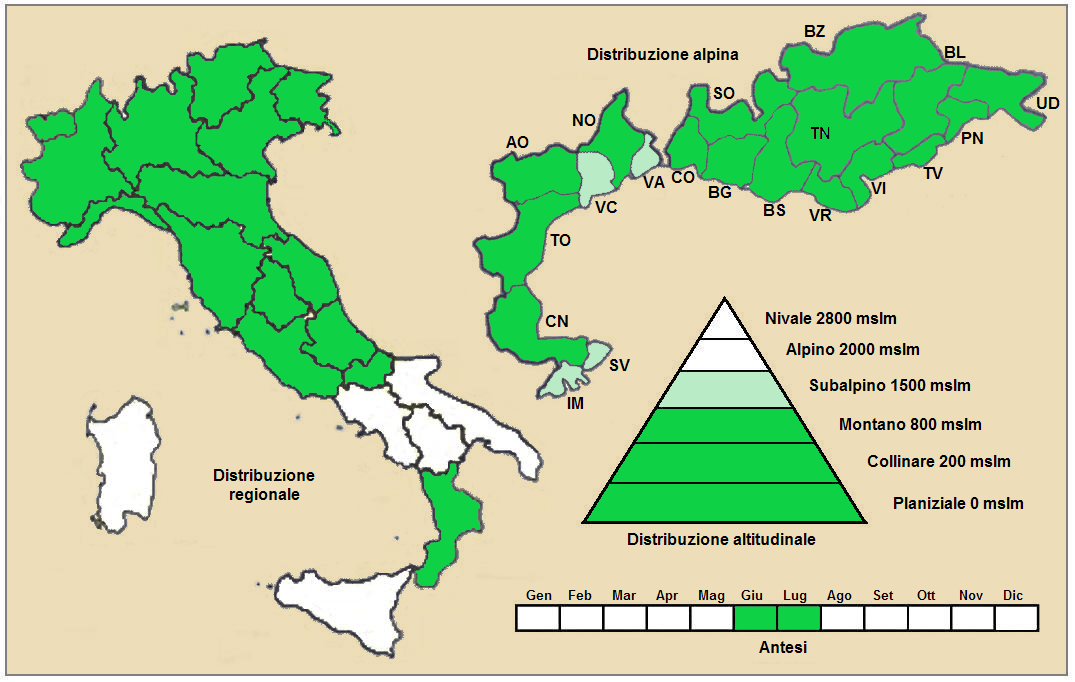
Distribuzione regionale – Distribuzione alpina

- Geoelemento: il tipo corologico (area di origine) è Eurasiatico.
- Distribuzione: in Italia è una specie comune ma localizzata soprattutto al Nord (pianura e Alpi); al Centro è in fase di diffusione. Sugli altri rilievi europei collegati alle Alpi si trova nella Foresta Nera, Massiccio del Giura, Massiccio Centrale, Pirenei, Monti Balcani e Carpazi.[16]
- Habitat: gli habitat tipici per questa pianta sono le radure, le sponde dei corsi d'acqua, i bordi delle vie e gli incolti. Il substrato preferito è calcareo ma anche siliceo con pH basico, medi valori nutrizionali del terreno che deve essere secco.[16]
- Distribuzione altitudinale: sui rilievi queste piante si possono trovare fino a 1.800 m s.l.m. (fino a 3.500 m s.l.m. in Asia[12]); nelle Alpi frequentano quindi i seguenti piani vegetazionali: collinare, montano e in parte quello subalpino (oltre a quello planiziale – a livello del mare).

### Fitosociologia
Dal punto di vista fitosociologico Bromus inermis appartiene alla seguente comunità vegetale:
- Formazione: comunità perenni nitrofile
  - Classe: Agropyretea intermedii-repentis
    - Ordine: Agropyretalia intermedii-repentis
      - Alleanza: Convolvulo-Agropyrion repentis

## Tassonomia
La famiglia delle Poacee comprende circa 800 generi e oltre 9.000 specie. È una delle famiglie più numerose e più importanti del gruppo delle monocotiledoni. La famiglia è suddivisa in 12 sottofamiglie, il genere Bromus fa parte della sottofamiglia Pooideae ed è l'unico genere della tribù Bromeae.

### Filogenesi
La tribù Bromeae fa parte della supertribù Triticodae T.D. Macfarl. & L. Watson, 1982. La supertribù Triticodae comprende tre tribù: Littledaleeae, Hordeeae e Bromeae. All'interno della supertribù, la tribù Bromeae forma un "gruppo fratello" con la tribù Hordeeae.
I Bromus della flora spontanea italiana sono suddivisi in tre gruppi distinti: Festucaria G. et G., Anisantha Koch e Bromus s.s. La specie di questa voce appartiene al gruppo Festucaria: il ciclo biologico di queste piante è perenne con un aspetto simile alle specie del genere Festuca (tribù Poeae, sottotribù Loliinae). A maturità le spighette si restringono all'apice. Le nervature delle due glume sono diverse: quella inferiore ha una sola nervatura; quella superiore è trinervia. La resta del lemma (breve o nulla) è inserita tra i due dentelli apicali del lemma stesso.
Altri studi descrivono questa specie nella sezione Bromopsis Dumort. (le spighette hanno delle forme strettamente lanceolate; i lemmi sono arrotondati o leggermente carenati con punta singola). A questa sezione appartengono altre due specie della flora spontanea italiana: Bromus erectus Huds. e Bromus ramosus Huds.. Alcune checklist mantengono una circoscrizione diversa per questo gruppo descrivendolo all'interno del genere Bromopsis.
Il numero cromosomico della specie B. inermis è: 2n = 14, 28 e 56.

### Sinonimi
Questa entità ha avuto nel tempo diverse nomenclature. L'elenco seguente indica alcuni tra i sinonimi più frequenti:
- Bromopsis inermis (Leyss.) Holub
- Bromopsis inermis var. aristata (Schur) Tzvelev
- Bromopsis inermis  subsp.  aristata (Schur) Tzvelev
- Bromopsis inermis  subsp.  australis (Zherebina) Tzvelev
- Bromopsis inermis var. hirta (Drobow) Tzvelev
- Bromopsis inermis var. malzevii (Drobow) Tzvelev
- Bromopsis inermis var. pellita (Beck) Tzvelev
- Bromopsis inermis  subsp.  reimannii (Asch. & Graebn.) Dostál
- Bromus erectus Ledeb.
- Bromus erectus var. laxus (Hornem.) Heynh.
- Bromus erectus var. laxus (Hornem.) Döll
- Bromus glabrescens Honda
- Bromus inermis  f.  aristatus Drobow
- Bromus inermis var. aristatus Schur
- Bromus inermis  subsp.  australis Zherebina
- Bromus inermis  f.  bulbiferus J.W.Moore
- Bromus inermis var. contractus Röhl.
- Bromus inermis var. divaricatus Rohlena
- Bromus inermis var. flexuosus Drobow
- Bromus inermis  f.  glabratus Drobow
- Bromus inermis var. grandiflora Rupr.
- Bromus inermis var. hirsutus Celak.
- Bromus inermis var. hirtus Drobow
- Bromus inermis var. latifolia Podp.
- Bromus inermis  f.  laxus (Hornem,) Junge
- Bromus inermis var. laxus (Hornem,) Griseb.
- Bromus inermis var. macrostachys Podp.
- Bromus inermis var. magnificus Podp.
- Bromus inermis var. malzevii Drobow
- Bromus inermis  f.  muticus Drobow
- Bromus inermis  f.  pellitus (Beck) Todor
- Bromus inermis var. pellitus Beck
- Bromus inermis var. pilosus Freyn
- Bromus inermis var. podolicus Zapal.
- Bromus inermis  f.  proliferus Louis-Marie
- Bromus inermis  subsp.  reimannii (Asch. & Graebn.) Soó
- Bromus inermis var. reimannii Asch. & Graebn.
- Bromus inermis  subsp.  reimannii Asch. & Graebn.
- Bromus inermis var. reimannii (Asch. & Graebn.) Soó
- Bromus inermis var. subulatus Trin. ex Rupr.
- Bromus inermis  f.  villosus (Mert. & W.D.J.Koch) Todor
- Bromus inermis  f.  villosus (Mert. & Koch) Fernald
- Bromus inermis var. villosus (Mert. & Koch) Beck
- Bromus inopinatus B.B.Brues & C.T.Brues
- Bromus latifolius Kar. & Kir.
- Bromus laxus Hornem,
- Bromus pseudoinermis Schur
- Bromus pskemensis Pavlov
- Bromus purpurascens Turcz. ex Griseb.
- Bromus reimannii (Asch. & Graebn.) Asch. & Graebn.
- Bromus tatewakii Honda
- Festuca inermis (Leyss.) DC.
- Festuca inermis var. inermis
- Festuca inermis var. villosa Mert. & W.D.J.Koch
- Festuca leysseri Moench
- Festuca poiformis Pers. [Illegitimate]
- Festuca poioides Thuill.
- Festuca rubra  subsp.  villosa (Mert. & W.D.J.Koch) S.L.Liou
- Festuca speciosa Schreb.
- Forasaccus inermis (Leyss.) Lunell
- Poa bromoides (Leyss.) Mérat
- Schedonorus inermis (Leyss.) P.Beauv.
- Schedonorus longifolius Trin. ex Steud.
- Zerna inermis (Leyss.) Lindm.
- Zerna inermis var. malzevii (Drobow) Tzvelev